# Frekvensomformer
 Denne artikel bør gennemlæses af en person med fagkendskab for at sikre den faglige korrekthed.

En frekvensomformer eller AC-til-AC-konverter anvendes typisk til at ændre den vekselstrømsfrekvens som et elektrisk apparat forsynes med.
Det er især nyttigt til hastighedsændring af elektriske asynkronmotorer – den mest udbredte type elektromotorer.
Princippet for frekvensomformeren er enkelt og kan beskrives i tre trin:
1. der tilføres vekselstrøm.
2. vekselstrømmen laves om til en jævnstrøm via en ensretter.
3. jævnstrømmen sendes gennem et elektronisk kredsløb (vekselretter) så resultatet er en vekselstrøm – evt. med en variabel frekvens og fase.

Imidlertid er især trin 3 slet ikke enkelt at lave i praksis. Mange steder har også brug for det ved meget store effekter.
Det er bl.a. vigtigt at der spildes meget lidt energi ved omformningen, dvs. at virkningsgraden skal være høj, og det er også vigtigt at vekselstrømmens kurveform er optimal (helst en perfekt sinuskurve).
Firmaet Danfoss var det første til at sætte frekvensomformere i serieproduktion.[kilde mangler]

## Anvendelser
Til lavere effekter anvendes frekvensomformere til:
- Nettilkoblet step-motor
- Strømforsyning (elektronisk HF forkobling) til sparepærer

Ved højere effekter anvendes frekvensomformere til:
- Diesel-elektrisk lokomotiv
- Ellokomotiv
- UPS (f.eks. til PC'er)